# King (rivier in Kimberley)
De King is een rivier in de regio Kimberley in West-Australië.

## Geschiedenis
De oorspronkelijke bewoners van het stroomgebied van de bovenloop van de King waren de Ngarinjin Aborigines. De Ngarinjin noemden de rivier de Goolime noteerde de landmeter C.W. Nyulasy in 1885. De eerste Europeaan die de monding van de rivier in kaart bracht was Phillip Parker King tijdens een van zijn hydrografische studies van de kusten van Australië in 1818. De rivier werd in 1884 naar hem genoemd door James Coghlan.

## Geografie
De King ontspringt tussen het Durack en het Saw-gebergte. De rivier stroomt eerst twintig kilometer naar het zuiden alvorens om te buigen en in noordelijke richting verder te stromen tot ze in de westelijke arm van de Golf van Cambridge uitmondt, net ten zuiden van Wyndham.
Er monden drie waterlopen in de King uit :
- Cockburn Creek (7 m)
- Moochalabra Creek (5 m)
- West Arm (0 m)

In de Moochalabra Creek ligt sinds 1971 een stuwdam van waaruit Wyndham zich van water voorziet.